# Społeczne Muzeum Regionalne w Tyczynie
Społeczne Muzeum Regionalne w Tyczynie – muzeum położone w Tyczynie. Placówka jest prowadzona przez Towarzystwo Miłośników Ziemi Tyczyńskiej.
Placówka powstała w 1985 roku. Mieści się na piętrze secesyjnej kamienicy przy Rynku 24. Wśród jej zbiorów znajdują się eksponaty związane z historią miasta i okolicy, m.in. sprzęty i narzędzia domowe oraz militaria.